# Robert Lieberman
Robert Lieberman (Buffalo, 16 de julho de 1947 – Los Angeles, 1 de julho de 2023) foi um diretor e produtor de séries de televisão, nos Estados Unidos.

## Filmografia
- The Dead Zone (2002)- série de tv, estrelada por Anthony Michael Hall
- Strong Medicine (2000)- série de tv
- Arquivo X (1993)- série de tv, escrita por Chris Carter e estrelada por David Duchovny e Gillian Anderson
- Fogo no Céu (1993)- filme de cinema, estrelado por D.B. Sweeney e Robert Patrick

## Morte
Robert Lieberman morreu após lutar contra o câncer em Los Angeles em 1º de julho de 2023, aos 75 anos.